# Rupert Croft-Cooke
Rupert Croft-Cooke (* 30. Juni 1903 in Edenbridge, Kent, England; † 10. Juni 1979), auch bekannt unter seinem Pseudonym Leo Bruce, war einer der produktivsten englischen Schriftsteller seiner Zeit. Er schrieb unzählige Zeitungs- und Zeitschriftenartikel und mehr als 125 Bücher. Croft-Cooke befasste sich mit den unterschiedlichsten Themen, weswegen sich in seiner Bibliographie neben politischen Kommentaren auch Sachbücher, mehrere Autobiographien, Theaterstücke und Liebesromane finden. Seine größten Erfolge feierte er jedoch im Kriminal-Genre. Dreißig Detektivromane und Thriller sind von ihm erschienen. Unter dem Pseudonyms Leo Bruce schrieb er zwei Serien von Detektivromanen. Die erste, begonnen im Jahr 1936, basierte auf den Abenteuern des regelmäßig unterschätzten Privatdetektives Sergeant Beef und seines Assistenten und Chronisten Mr. Townsend. Sein zweiter Held wurde im Jahr 1952 vorgestellt: Carolus Deane, ein witziger und weltgewandter Herr, der sich gänzlich von dem Typus eines Sergeant Beef unterscheidet.

## Leben
Rupert Croft-Cooke besuchte die Tonbridge School und anschließend das Wellington College. Bereits mit 17 Jahren war er als privater Tutor in Paris tätig. Er verbrachte zwei Jahre in Buenos Aires, wo er die Zeitschrift La Estrella gründete. 1925 kam er nach London zurück und begann eine Karriere als freiberuflicher Journalist und Schriftsteller. Seine Arbeiten erschienen in den Literaturzeitschriften New Writing, Adelphi, Chapbook, The New Coterie und English Review. In den späten 1920ern gab die amerikanischen Zeitschrift Poetry mehrere seiner Stücke heraus. Parallel hielt Croft-Cooke Radiovorträge über Psychologie.
Im Jahre 1930 ging er erneut ins Ausland; unter anderem verbrachte er ein Jahr in Deutschland. In den Jahren 1940 bis 1946 war er Mitglied der britischen Armee und diente in Afrika und Indien. Nach seiner Entlassung schrieb er mehrere Arbeiten über seine Erfahrungen beim Militär. Er wurde Buchkritiker für The Sketch im Jahr 1947, eine Position, die er bis 1953 hielt. Croft-Cooke war homosexuell, was ihn zeitweise in Konflikt mit dem Gesetz brachte. Der heutigen Leserschaft ist er bloß noch aufgrund seiner intelligenten und witzigen Kriminalgeschichten ein Begriff. Er wirkte aber auch an Drehbüchern für Filme mit, so beispielsweise für das Filmdrama Die Liebenden von Toledo nach einer Vorlage von Stendhal.

## Werke (auf Deutsch erschienene Kriminalromane)
- Ein Fall für drei Detektive (Case of three detectives, 1936)
- Ein Fall ohne Leiche (Case without a corpse, 1937)
- Ein Fall ohne Ende (Case with no conclusion, 1939)
- Ein Fall für Sergeant Beef (Case with ropes and rings, 1940)
- Sergeant Beef und der Giftmischer (Neck and neck, 1951)
- Das falsche Opfer (Case for Sergeant Beef, 1951)
- Sergeant Beef und der tote Millionär (Cold blood, 1952)
- Auch Angler sterben (Death of cold, 1956)
- Die Schuhe des Toten (Dead man’s shoes, 1958)
- Die eilige Erbin (A bone and a hank of hair, 1961)
- Der zweite Transport (Clash by night, 1962)
- Der Tote im Strandpavillon (Crack of doom, 1963)
- Tod am Albert Park (Death in Albert Park, 1964)
- Drei in einer Zelle (Three in a cell, 1968)
- Tod am See (Death by the lake, 1971)
- Rache für Julie (Nasty piece of work, 1973)